# Cercophana aristoteliae
Cercophana aristoteliae är en fjärilsart som beskrevs av Philippi 1860. Cercophana aristoteliae ingår i släktet Cercophana och familjen påfågelsspinnare. Inga underarter finns listade i Catalogue of Life.